# 3:10 إلى يوما (فلم 2007)
3:10 إلى يوما (بالإنجليزية: 3:10 to Yuma) هو فيلم عصابات تم إنتاجه في الولايات المتحدة وصدر في سنة 2007. من بطولة راسل كرو وكريستيان بيل.

## طاقم التمثيل
- راسل كرو
- كريستيان بيل

## القصة
تدور أحداث الفيلم حول المزارع دان ايفانز، الذي فقد جزءا من ساقه خلال الحرب الأهلية وأصيب بالإفلاس، وأصبح مدينا بمبلغ كبير من المال لأحد ذوى الثراء والنفوذ في مدينة بيزبى، ويتوجه إيفانز إلى بيزبى لتسوية بعض القضايا والشؤون ذات الصلة بأرضه، وخلال رحلته يشهد الأحداث الختامية لعملية سطو على إحدى المركبات، يتزعمها الخارج على القانون بين ويد.
وعقب عملية السطو، تتولى الشرطة المحلية في مدينة بيزبى القبض على «ويد»، ويجد إيفانز نفسه أحد المرافقين للمجرم «ويد» خلال عملية نقله على متن قطار الساعة 3:10 من أجل إيداعه السجن مقابل الحصول على مبلغ 200 دولار، وهو ما يكفى لإنقاذ أرضه، ومنح عائلته حياة أفضل.
تتسم رحلة إيفانز في صحبة المجرم بالخطورة الكبيرة، حيث يواجه الهنود الذي ينصبون له الكثير من الفخاخ، كما تلاحقه عصابة «ويد» التي تسعى للانتقام لما أصاب زعيمهم، وذلك بالإضافة إلى سلوك ويد ذاته الذي يزيد من صعوبة تلك الرحلة.

## الميزانية والإيرادات
بلغت تكلفة إنتاج الفيلم حوالي 55 مليون دولار بينما حقق أرباحا تقدر بـ 70,016,220 دولار.

## ردود الفعل
رشح لجائزتي أوسكار هما أحسن موسيقى، وأحسن صوت.

## وصلات خارجية
- 3:10 إلى يوما (فيلم 2007) على موقع IMDb (الإنجليزية)
- 3:10 إلى يوما (فيلم 2007) على موقع ميتاكريتيك (الإنجليزية)
- 3:10 إلى يوما (فيلم 2007) على موقع الموسوعة البريطانية (الإنجليزية)
- 3:10 إلى يوما (فيلم 2007) على موقع روتن توميتوز (الإنجليزية)
- 3:10 إلى يوما (فيلم 2007) على موقع نتفليكس (الإنجليزية)
- 3:10 إلى يوما (فيلم 2007) على موقع قاعدة بيانات الأفلام العربية
- 3:10 إلى يوما (فيلم 2007) على موقع ألو سيني (الفرنسية)
- 3:10 إلى يوما (فيلم 2007) على موقع Turner Classic Movies (الإنجليزية)
- 3:10 إلى يوما (فيلم 2007) على موقع أول موفي (الإنجليزية)
- 3:10 إلى يوما (فيلم 2007) على موقع بوكس أوفيس موجو (الإنجليزية)